# Auguste Bravard
(Pierre Joseph) Auguste Bravard (18 de junho de 1803 – 28 de março 1861) foi um engenheiro de minas francês e paleontológo. Procurou fósseis em Vaucluse, Allier e em Puy de Dôme.

## Trabalhos
- Catalogue des especes d'animaux fossiles recuilies dans I'Amerique du Sud (1852-1856)
- Observaciones geológicas sobre diferentes terrenos de transporte de la hoya del Plata (1857)
- Estado físico del territorio. Geología de las Pampas (1858)
- Carta geológica de la Provincia de Entre Ríos (1858)
- Monografía de los terrenos marinos terciarios de las cercanías del Paraná (1858)